# Eriophyllum
Genre
Eriophyllum est un genre de plante à fleurs de la famille des Asteraceae, communément connu sous le nom de woolly sunflower (tournesol cotonneux). Ce sont des plantes herbacées annuelles ou pérennes originaire de l'Ouest de l'Amérique du Nord.

## Liste d'espèces
Selon ITIS :
- Eriophyllum ambiguum (Gray) Gray
- Eriophyllum confertiflorum (DC.) Gray
- Eriophyllum congdonii Brandeg.
- Eriophyllum jepsonii Greene
- Eriophyllum lanatum (Pursh) Forbes
- Eriophyllum latilobum Rydb.
- Eriophyllum mohavense (I.M. Johnston) Jepson
- Eriophyllum multicaule (DC.) Gray
- Eriophyllum nevinii Gray
- Eriophyllum nubigenum Greene ex Gray
- Eriophyllum pringlei Gray
- Eriophyllum staechadifolium Lag.
- Eriophyllum stoechadifolium Lag.

Certains auteurs, qui ne reconnaissent pas la validité du genre Antheropeas incluent aussi dans cette liste : 
- Antheropeas lanosum (Gray) Rydb. = Eriophyllum lanosum (A.Gray) A.Gray
- Antheropeas wallacei (Gray) Rydb. = Eriophyllum wallacei (A.Gray) A.Gray